# I. e. 413
Évszázadok: i. e. 6. század – i. e. 5. század – i. e. 4. század
Évtizedek: i. e. 460-as évek – i. e. 450-es évek – i. e. 440-es évek – i. e. 430-as évek – i. e. 420-as évek – i. e. 410-es évek – i. e. 400-as évek – i. e. 390-es évek – i. e. 380-as évek – i. e. 370-es évek – i. e. 360-as évek
Évek: i. e. 418 – i. e. 417 – i. e. 416 – i. e. 415 –  i. e. 414 – i. e. 413 – i. e. 412 – i. e. 411 – i. e. 410 – i. e. 409 – i. e. 408

## Események

### Görögország
- A szicíliai Szürakuszait ostromló athéni sereg egyik vezére, Démoszthenész társa, Lamakhosz halála után javasolja, hogy adják fel az ostromot és térjenek haza, ahol Spárta támadást intézett Attika ellen. A sereg fővezére, a beteg Nikiasz folytatja az ostromot ám az athéniakat a spártaiak által is támogatott védők csapdába ejtik a kikötőben. Többségüket lemészárolják, Démoszthenészt elfogják; valamivel később Nikiasz is fogságba esik. A két athéni vezért kivégzik, foglyul ejtett katonáikat rabszolgaként kőbányákba küldik.
- Lüdia és Kária perzsa helytartója, Tisszafernész szövetséget köt Spártával. A perzsák által segített spártaiak, a hozzájuk menekült athéni politikus, Alkibiadész tanácsai alapján majdnem Athén kapujáig jutnak. II. Agisz spártai király elfoglalja az attikai Dekeleiát.
- II. Perdikkasz makedón király meghal. Fia, I. Arkhelaosz meggyilkoltatja a jogos örökös féltestvérét, nagybátyját és unokatestvérét, majd magához ragadja az uralmat.

### Itália
- Rómában consulllá választják Lucius Furius Medullinust és Aulus Cornelius Cossust

## Kultúra
- Előadják Euripidész Élektra c. tragédiáját.

## Halálozások
- Démoszthenész, athéni hadvezér
- Nikiasz, athéni politikus és hadvezér
- II. Perdikkasz makedón király

## Fordítás
- Ez a szócikk részben vagy egészben  a(z)   413 BC című angol Wikipédia-szócikk ezen változatának fordításán alapul.  Az eredeti cikk szerkesztőit annak laptörténete sorolja fel. Ez a jelzés csupán a megfogalmazás eredetét és a szerzői jogokat jelzi, nem szolgál a cikkben szereplő információk forrásmegjelöléseként.